# Eli Craig

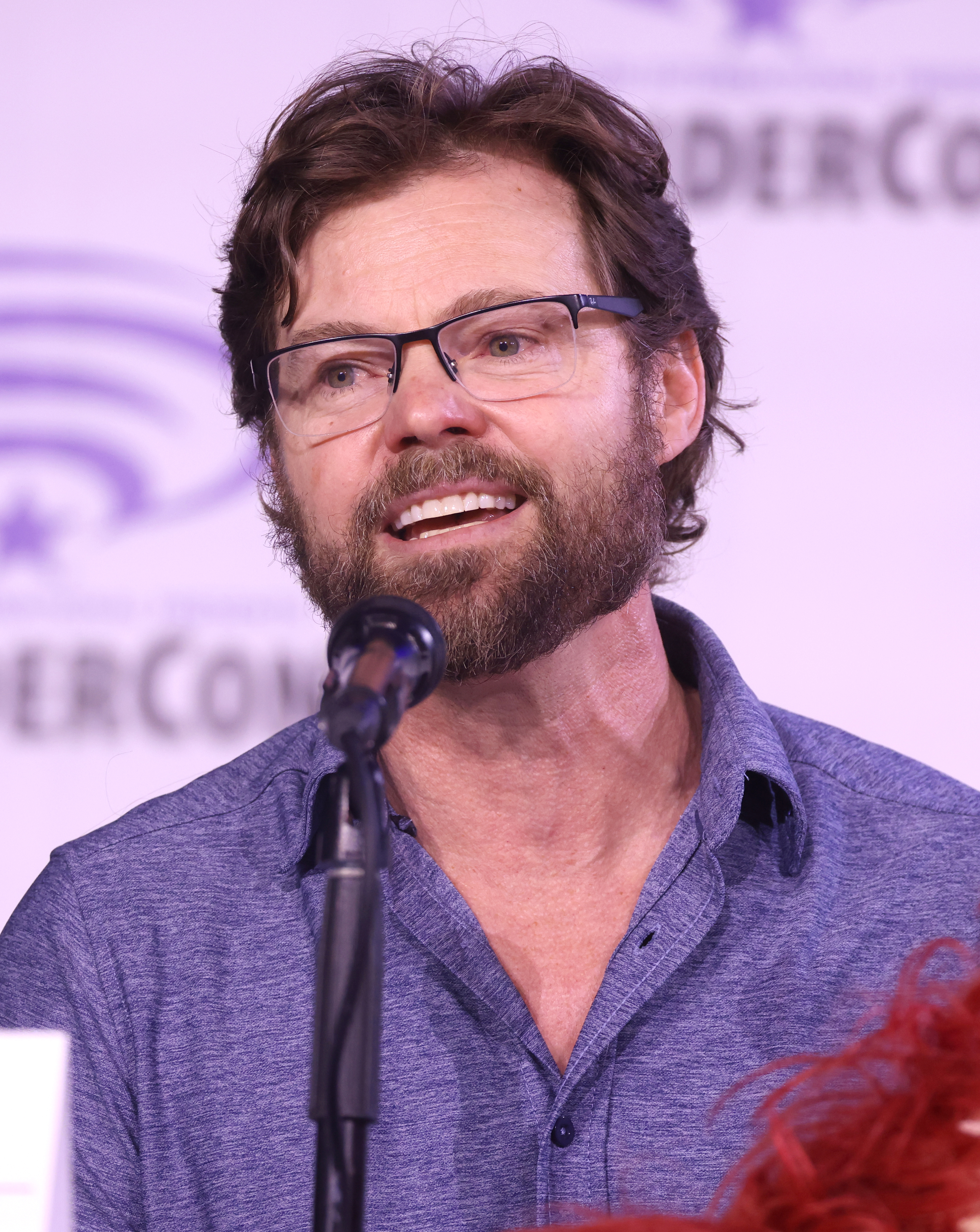
Eli Craig (2025)

Eli Craig (eigentlich Elijah Matthew Craig; * 25. Mai 1972 in Los Angeles County) ist ein US-amerikanischer Filmregisseur, Filmproduzent, Drehbuchautor und Schauspieler.

## Karriere
Eli Craig ist ein Sohn der Schauspielerin Sally Field und machte seine ersten Schritte im Filmgeschäft als Schauspieler Ende der 1990er Jahre. Er hatte Auftritte in den Filmen  Carrie 2 – Die Rache und Space Cowboys. 2004 gab er sein Debüt als Regisseur bei dem Kurzfilm The Tao of Pong, für den er auch das Drehbuch verfasste. Nach drei Jahren Arbeit konnte Craig 2010 seinen ersten Langfilm Tucker and Dale vs Evil in die Kinos bringen. 2017 folgte die Horror-Komödie Little Evil.

## Filmografie (Auswahl)
- 1999: Carrie 2 – Die Rache (The Rage: Carrie 2, Schauspieler)
- 1999: Deal of a Lifetime (Schauspieler)
- 2000: Space Cowboys (Schauspieler)
- 2004: Art Thief Musical (Kurzfilm, Produzent)
- 2004: The Tao of Pong (Kurzfilm, Regisseur und Drehbuchautor)
- 2005: Racer Number 9 (Kurzfilm, Schauspieler)
- 2006: Fast Money (Kurzfilm, Produzent)
- 2010: Tucker and Dale vs Evil (Regisseur, Drehbuchautor, Schauspieler)
- 2010: Brothers & Sisters (Fernsehserie, eine Folge, Regisseur)
- 2013: Zombieland (Serienpilotfilm, Regisseur)
- 2017: Little Evil (Regisseur, Drehbuchautor, Schauspieler)
- 2025: Clown in a Cornfield (Regisseur, Drehbuchautor)

## Auszeichnungen
- 2010: AMPIA Award für den besten Film für Tucker and Dale vs Evil
- 2010: Jury-Preis beim Fant-Asia Film Festival für Tucker and Dale vs Evil
- 2010: Audience Award beim SXSW Film Festival für Tucker and Dale vs Evil
- 2010: bester Film (Tucker and Dale vs Evil) beim Sitges-Catalonian International Film Festival
- 2011: Nominierung für den Großen Preis beim Skip City International D-Cinema Film Festival für Tucker and Dale vs Evil
- 2012: Chainsaw Award für das beste Drehbuch für Tucker and Dale vs Evil